# Pierre Douillard
Pierre Douillard, né au Puiset-Doré (Maine-et-Loire) le 29 avril 1888 et mort à Angers (Maine-et-Loire) le 20 août 1963, est un évêque catholique français, évêque de Soissons, Laon et Saint-Quentin de 1947 jusqu'à sa retraite en 1963.

## Biographie
Pierre Auguste Marie Joseph Douillard est né dans le hameau du Doré au Puiset-Doré le 29 avril 1888 dans une famille de cultivateurs. Dans sa fratrie, deux frères s'engagent également dans la voie du sacerdoce. Après une formation de séminariste, il est ordonné prêtre le 17 décembre 1910 pour le diocèse d'Angers.

### Prêtre
Il est nommé vicaire de l'église Notre-Dame de la Visitation à Saumur en 1912. Mobilisé en août 1914 comme aumônier militaire, il est intégré d'abord dans un groupement de brancardier, puis une section d'infirmiers et enfin dans un régiment d'infanterie présent sur les fronts de l'Aisne. Il reçoit d'ailleurs la croix de guerre avec deux citations.
Démobilisé en 1919, il devient vicaire à Segré en 1921 puis doyen de Gennes en 1932 et curé de l'église Saint-Jacques d'Angers en 1934. Il est ensuite chanoine honoraire en 1935. Après le début de la seconde guerre mondiale, il est nommé curé-archiprêtre de Notre-Dame de Cholet en 1941,.

### Résistant
Avec ses vicaires — les abbés André, Audureau et Cesbron — il héberge des réfractaires au service du travail obligatoire (STO). Dénoncé pour son soutien à la Résistance, il est arrêté le 12 novembre 1943 et emprisonné cinq semaines à Angers. Il échappe à la déportation grâce à l'intervention de Jean Camille Costes. Assigné à résidence à Saint-Georges-sur-Loire le 16 décembre 1943, il est interdit de tout contact avec son ancienne paroisse. Toujours chanoine d'Angers, il rentre à Cholet à la Libération en 1944.

### Évêque
Pressenti également pour devenir évêque d'Amiens, il est nommé évêque de Soissons le 17 février 1947 par le pape Pie XII et Jean Camille Costes lui annonce sa nomination. Il reçoit la consécration épiscopale le 1er mai 1947 à Notre-Dame de Cholet et il est installé le 18 mai 1947 à Soissons.
Sous son épiscopat, Pierre Douillard soutient les mouvements de l'Action catholique et l'enseignement catholique dans son diocèse. Il doit faire face dans celui-ci à la raréfaction des vocations sacerdotales à laquelle il essaye de répondre en lançant une mission diocésaine dès 1949. Il encourage dans son action le père Joseph Wresinski, prêtre de son diocèse, en lui proposant de rejoindre un terrain d'hébergement dénommé "Château-de-France" à Noisy-le-Roi en 1956,. Il condamne également le communisme et sa mouvance. 
Il accompagne également l'évolution de la liturgie de l'église introduite dans son diocèse dès 1949 et il participe à la première session des travaux de Vatican II.
Atteint d'un problème cardiaque depuis 1960, il décide de se retirer pour raison de santé après son 75e anniversaire en avril 1963. Le pape Jean XXIII accepte sa démission le 22 mai 1963 et le nomme évêque titulaire de Berrhoea (de), une ville antique correspondant actuellement à la ville grecque de Véria. Il meurt trois mois après son retrait à Angers chez les Petites Sœurs de saint François d'Assise, le 20 août 1963. Ces obsèques sont célébrés à la cathédrale de Soissons le 24 août 1963,.

## Hommages
Une rue de Cholet lui est dédiée.